# HD222514
HD222514 — хімічно пекулярна зоря спектрального класу A1, що має видиму зоряну величину в смузі V приблизно  7,2.
Вона  розташована на відстані близько 456,8 світлових років від Сонця.